# Antonov An-225
Antonov An-225 Mrija (Мрия nebo Мрія, ukrajinsky sen; v kódu NATO „Cossack“ – «Kozák») byl strategický nákladní letoun navržený sovětskou konstrukční kanceláří Antonov během 80. let 20. století; hlavním designérem byl vedoucí konstruktér kanceláře Viktor Tolmačov. Byl poháněn šesti dvouproudovými motory a byl nejtěžším letadlem, jaké kdy bylo vyrobeno – jeho maximální vzletová hmotnost dosahovala 640 tun. Měl také největší rozpětí křídel z všech letadel v provozu. Jediný vyrobený exemplář měl ukrajinskou civilní imatrikulaci UR-82060. Vznikla i část druhého draku s mírně odlišnou konfigurací, ale jeho stavba byla v roce 1994 zastavena z důvodu nedostatku financí a zájmu. V roce 2009 krátce ožila a z 60–70 % byl dokončen. 30. srpna 2016 Antonov souhlasil s dokončením druhého draku pro společnost Airspace Industry Corporation of China (neplést se společností Aviation Industry Corporation of China) jako přípravu pro zahájení sériové výroby.
Antonov An-225 byl navržen pro přepravu sovětského raketoplánu Buran a částí nosné rakety Eněrgija nebo Proton. Vyvinut byl z typu Antonov An-124 a jediný vyrobený letoun byl dokončen v roce 1988. Po zrušení vývoje raketoplánu byl na 8 let odstaven, avšak poté byl modernizován a znovu nasazen do obchodního provozu u Antonov Airlines pro přepravu nadměrných nákladů. 
An-225 byl držitelem světových rekordů za leteckou přepravu jednotlivé položky o hmotnosti 189 980 kilogramů (418 830 liber) a za přepravený náklad o celkové hmotnosti 253 820 kg (559 580 lb).
Domovským letištěm stroje bylo letiště Hostomel, kde ho též 24. února 2022 zastihla ruská invaze. Během druhého ruského útoku na letiště Hostomel byl stroj zničen. Konec letounu potvrdily 27. února snímky z dronu. Letadlo nemohlo uletět před válkou kvůli tomu že bylo na kontrole. Ještě den před invazí mělo svěšený jeden motor. 
V listopadu 2022 při otevírání letecké výstavy v Lipsku uvedl Jevhen Havrylov, generální ředitel společnosti Antonov, že se na utajeném místě staví nové letadlo Mrija jako náhradu za zničený stroj.

## Vývoj

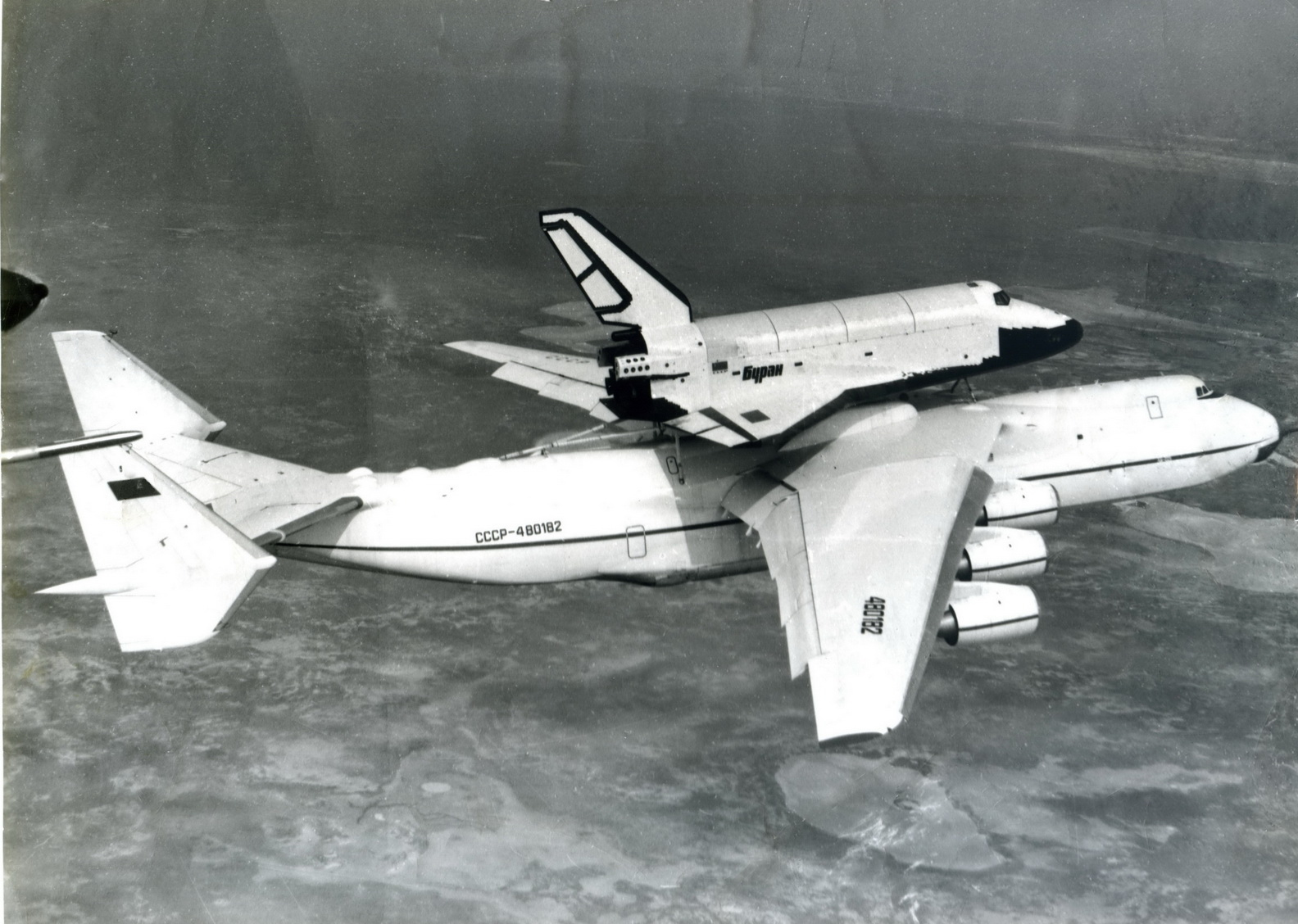
An-225 s Buranem na hřbetě v roce 1989.

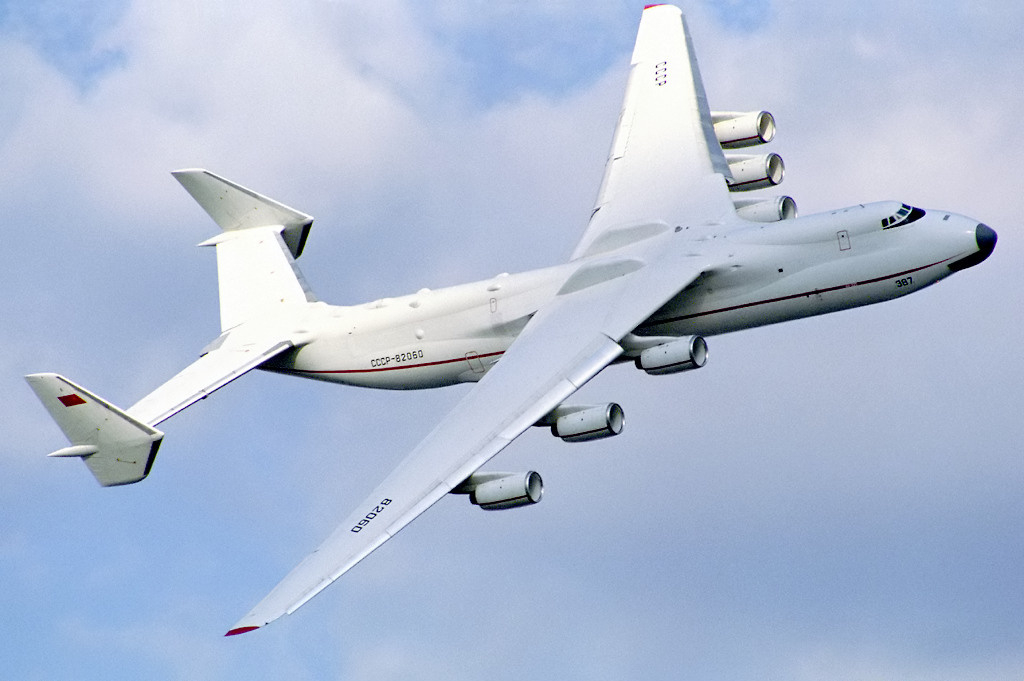
An-225 ve Farnborough roku 1990

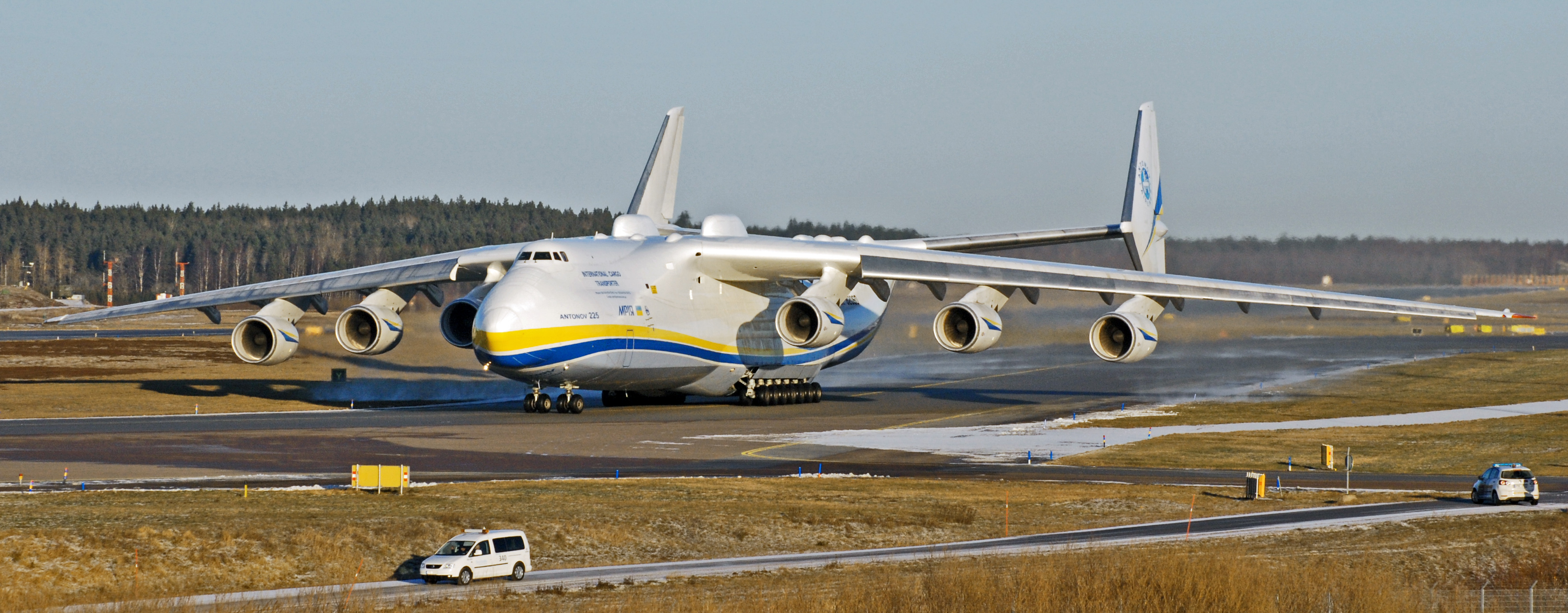
Antonov An-225 na letišti Stockholm-Arlanda, Švédsko

Antonov An-225 byl sovětskou konstrukční kanceláří Antonov navržen k přepravě raketových motorů pro raketu Eněrgija a raketoplánu Buran pro sovětský kosmický program. Byl vyvinut jako náhrada letadla Mjasiščev VM-T, konstrukčně vychází z An-124 Ruslan. Původní mise a zaměření letadla AN-225 byl podobná s americkými Shuttle Carrier Aircraft (SCA) určenými pro přepravu amerického raketoplánu. 
První zkušební let se uskutečnil 21. prosince 1988, přičemž šlo o 74minutový let z Kyjeva. Původně měly být zkonstruovány dva letouny An-225, ale pouze jeden (označení CCCP-82060, později UR-82060) byl dokončen.
S raketoplánem Buran poprvé Mrija vzlétla 13. května 1989, kdy ho převážela z letiště Žukovskij na kosmodrom Bajkonur. O měsíc později s ním letěla na leteckou přehlídku Paris Air Show do Paříže a na zpáteční cestě se (s Buranem na hřbetě a s troskami na přehlídce havarovaného MiGu-29 v nákladovém prostoru) 19. června 1989 zastavila na ruzyňském letišti. Praha se tak stala druhým zahraničním městem, ve kterém Mrija přistála. Jednalo se však o nouzové přistání, pro poruchu na hydraulice. V září 1989 byla Mrija k vidění v Ostravě-Mošnově na leteckém dni  a zúčastnila se také letecké přehlídky Farnborough Airshow v roce 1990.
Kvůli zrušení vývoje raketoplánu Buran byl Antonov 225 v roce 1994 odstaven na Hostomelském letišti. Po modernizaci motorů a elektroniky se Mrija dostala opět do vzduchu až 7. května 2001, kdy provedla třicetiminutový let okolo letiště, na němž byla řadu let odstavena. Do svého zničení ve válce byla využívána k obchodní přepravě nákladů flotily Antonov Airlines (ADB). Při některých těchto letech opět (tentokrát plánovaně) přistála v Praze, konkrétně v červenci 2003, 16. června 2004 a 28.–29. září 2006. V lednu 2015 třikrát přistála na letišti Leoše Janáčka v Ostravě-Mošnově za účelem transportu vojenského materiálu do Afriky. Při letu z Prahy do Taškentu 16. června 2004 vezla Mrija svůj dosud nejtěžší náklad, když převážené zařízení pro budovaný ropovod mělo hmotnost 247 tun.
Vzhledem k ekonomickým problémům po rozpadu Sovětského svazu byla stavba druhého stroje přerušena v roce 1994 a jeho nedokončené pozůstatky byly zakonzervovány v továrně společnosti Antonov. V roce 2006 se Antonov rozhodl k dokončení stavby druhého stroje, který měl vzlétnout v druhé polovině roku 2008, což ovšem nebylo realizováno. V květnu 2011 projevilo o tento zakonzervovaný kus zájem ruské ministerstvo obrany a v srpnu 2011 si vyžádalo od ukrajinského výrobce Antonov konkrétní informace a podmínky, za jakých by mohla být druhá An-225 dokončena a modernizována. Z jednání nakonec sešlo.
Dlouho nedokončený druhý exemplář obřího ukrajinského letounu Antonov An-225 Mrija Antonov má dostavit ve spolupráci s čínskou společností Aerospace Industry Corporation of China (AICC). Koncem srpna 2016 podepsaly v Pekingu obě firmy smlouvu o spolupráci a završily tím sérii jednání, které vedly od května toho roku. Dohoda v první fázi počítá s dokončením druhého stroje; poté by chtěli Číňané vyrábět další kusy těchto letounů v licenci.

## Konstrukce

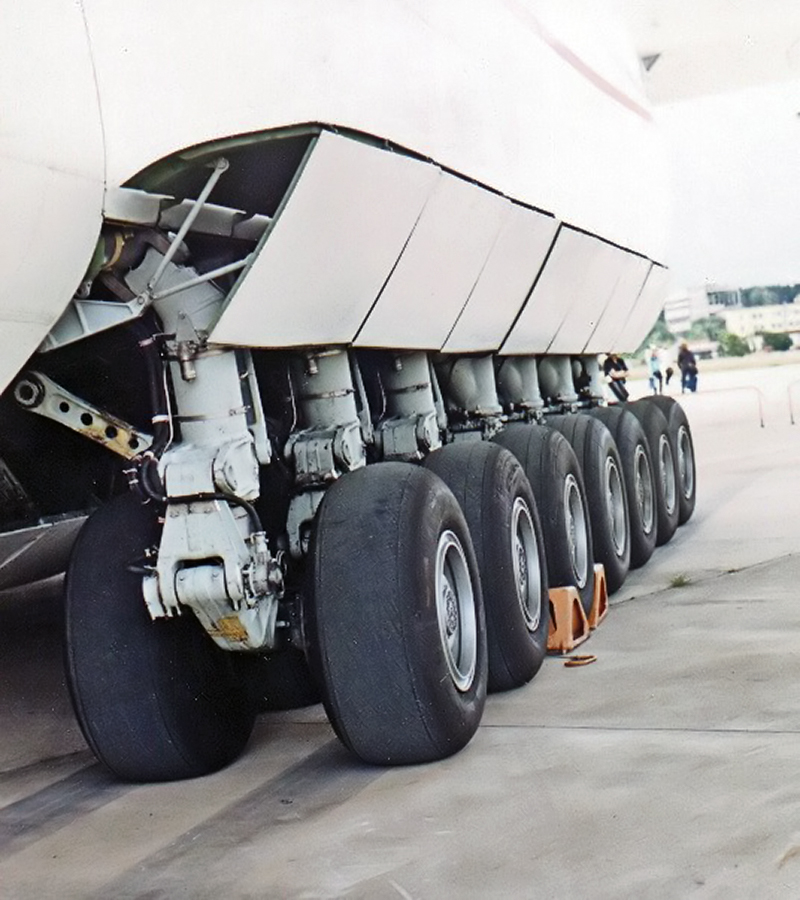
Hlavní podvozek An-225

Jeho základ byl v letadle Antonov An-124, v porovnání s nímž měl An-225 rozšířený trup do tvaru válce před a za křídly. Křídla byla také v základech prodloužena, čímž se zvětšilo i rozpětí. Dva dodatečné dvouproudové motory Ivčenko Progress D18T byly namontovány do nových kořenů křídel, a tak má letadlo celkem šest motorů. Podvozek letadla měl 32 kol, přičemž některá z nich byla řiditelná a dovolovala letadlu otočit se na 60 metrů široké přistávací ploše. Podobně jako An-124 měl i přední podvozek An-225 funkci poklesu, a tak se mohl náklad snadněji vykládat a nakládat. Dvojitá svislá ocasní plocha byla použita hlavně kvůli přepravě těžkých nákladů na hřbetě, které by při klasickém ocasu mohly zapříčinit porušení obtoku vzduchu.
Původně byl Antonov An-225 konstruován na celkovou hmotnost 600 tun, avšak v letech 2000 až 2001 podstoupil úpravy, a to zejména zesílení podlahy, čímž se zvýšila celková hmotnost na 640 tun.

## Rekordy a srovnání s jinými obřími letadly
Obě hodnoty jeho maximální vzletové hmotnosti mu přinesly titul nejtěžšího letadla na světě, přičemž byl těžší než dvoupodlažní Airbus A380, ačkoli Airbus plánuje na svém letadle A380 zvýšit maximální vzletovou hmotnost na 591,7 tun. Letadlo Boeing 747 Dreamlifter má větší objem nákladového prostoru, totiž 1840 m³. Letadlo Hughes H-4 Hercules známé jako „Spruce Goose“ má větší rozpětí křídel a také větší celkovou výšku, ale je o 20 % kratší a kvůli použitým konstrukčním materiálům je i lehčí. Kromě toho letadlo „Spruce Goose“ letělo jen jedinkrát, a tak byl An-225 největším letadlem na světě, které letělo vícekrát.
Objem nákladového prostoru byl 1220 m³ a jeho rozměry byly 6,4 metru (šířka), 4,4 metru (výška) a 43,35 metru (délka).

## Uživatelé
Sovětský svaz

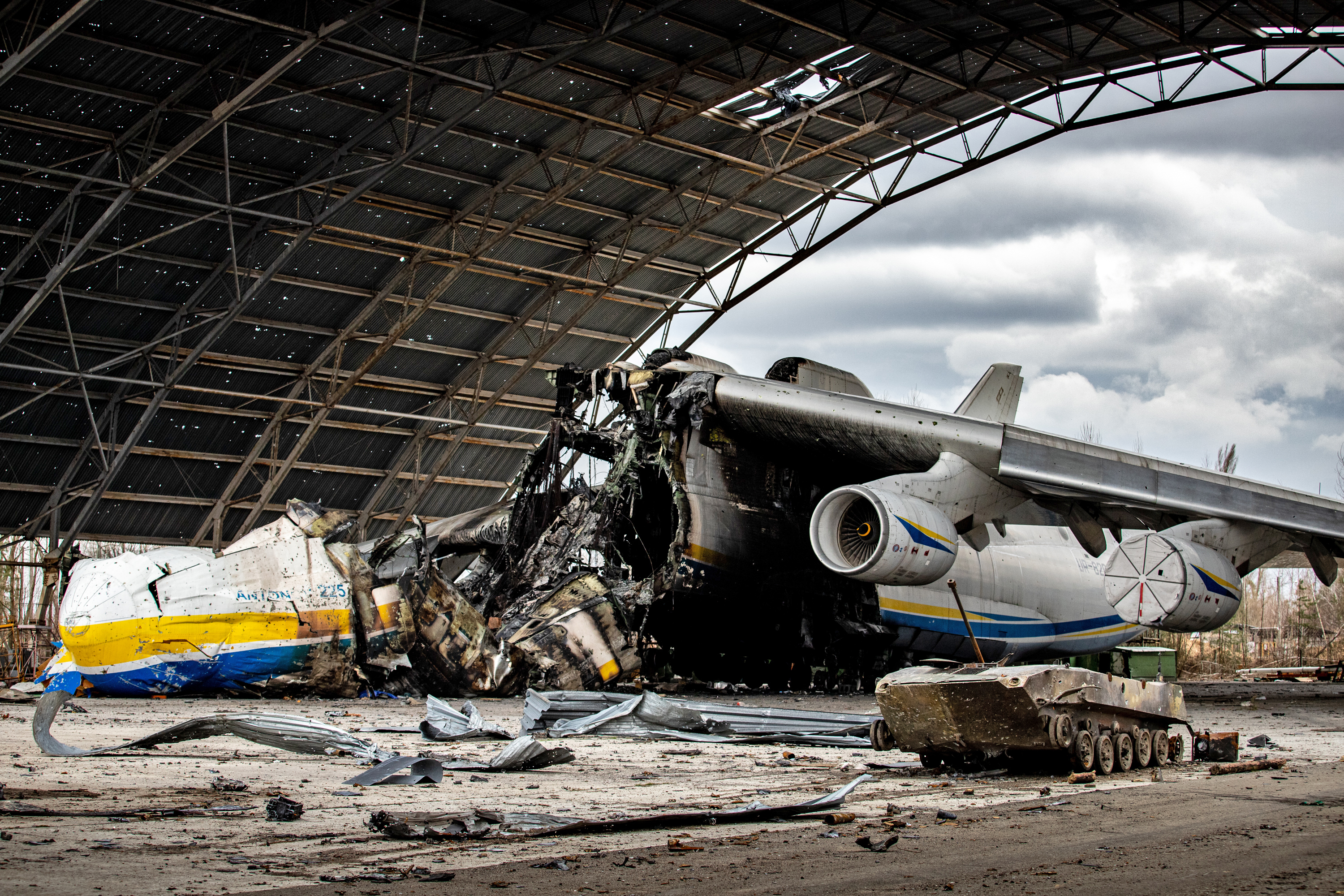
Vrak letounu na letišti Hostomel v dubnu 2022

- Antonov Airlines pro sovětský program Buran, společnost (a letadlo) byla po rozpadu SSSR přesunuta na Ukrajinu.

 Ukrajina
- Antonov Airlines

## Specifikace

Porovnání největších letounů.
Antonov An-225
Airbus A380-800
Boeing 747-8
Hughes H-4 Hercules
Stratolaunch

Porovnání stejných letounů se vzducholodí Hindenburg

### Technické údaje
- Posádka: 6 osob (pilot, kopilot, dva letoví inženýři, navigátor a radista)
- Motory: 6 × dvouproudový motor Progress D-18T, každý o tahu 229 kN (51 590 lbs)
- Délka: 84,00 m
- Výška: 18,20 m
- Rozpětí křídel: 88,40 m
- Plocha křídel: 905 m²
- Rozpětí VOP: 32,65 m
- Kapacita palivových nádrží: více než 300 000 l
- Hmotnost prázdného letadla: 285 000 kg
- Maximální vzletová hmotnost: 640 000 kg (do roku 2001: 600 000 kg)
- Náklad vně letadla:
  - Max. hmotnost: 200 tun
- Náklad uvnitř letadla
  - Max. hmotnost: 254 tun
  - Max. výška: 4,4 m
  - Max. šířka: 6,4 m
  - Max. délka: 43,0 m
- Objem nákladového prostoru: 1 220 m³
  - Cestující: cca 60–70 osob (kabina v zadní části trupu nad nákladovým prostorem)

### Výkony
- Cestovní rychlost: 800 km/h
- Maximální rychlost: 850 km/h
- Potřebná délka ranveje: 3000–3500 m
- Dostup: 11 000 m
- Cestovní výška: 9 000 m
- Dolet:
  - S nákladem 200 tun v trupu: 4 500 km
  - S nákladem 150 tun v trupu: 7 000 km
  - S nákladem 100 tun v trupu: 9 600 km
  - Bez nákladu: 15 400 km